# Spartacus Records
Spartacus Records is een Schots platenlabel, dat jazz uitbrengt. Het werd in 2000 opgericht door de Schotse saxofonist Tommy Smith. Op het label is muziek uitgebracht van Smith en diens groepen of ensembles onder zijn leiding, zoals het Scottish National Jazz Orchestra (onder meer een album met Arild Andersen), het Youth Jazz Orchestra en Karma. Het label is gevestigd in Lanark.